# Sloe gin

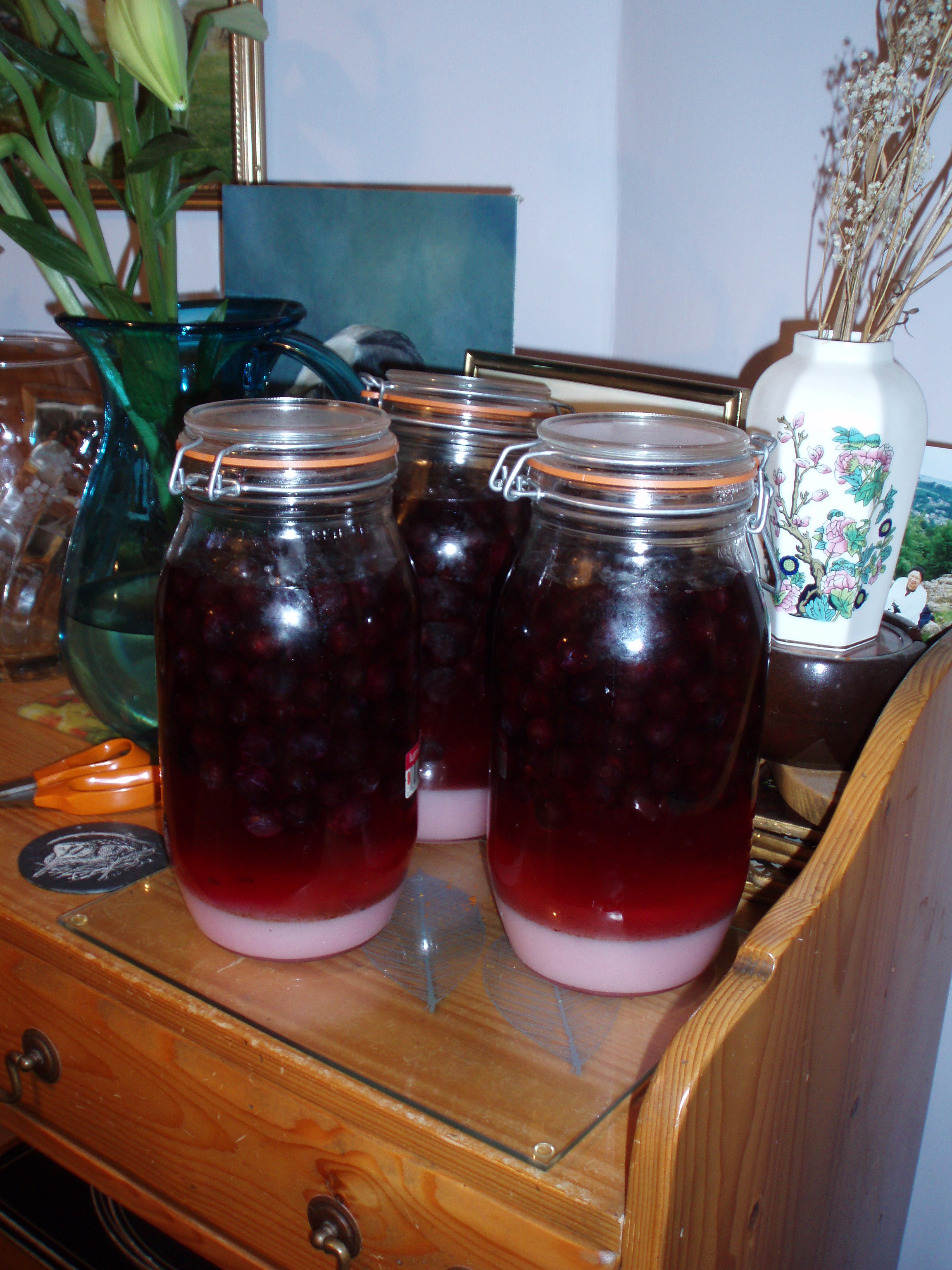
Hemgjord sloe gin

Sloe gin är en röd likör smaksatt med slånbär. Sloe gin har en alkoholhalt på mellan 15 och 30 volymprocent, men EU stipulerar minst 25% för att få använda beteckningen, samt att ordet likör inte nödvändigtvis måste användas.. Traditionellt tillverkas sloe gin genom att lägga slånbär i gin och låta det stå och dra. För att denna process ska fungera måste även socker tillsättas. Idag finns dock även kommersiell sloe gin där en billigare typ av sprit smaksätts istället för gin.